# La persistència de la memòria
La persistència de la memòria, popularment coneguda com Els rellotges tous, és una de les més reconegudes obres de Salvador Dalí. Es tracta d'un oli sobre tela de 24 × 33 cm que l'artista empordanès pintà el 1931. El 1934, fou adquirit pel MoMA gràcies a una donació anònima i actualment hi està exposat de manera permanent.

## Realització
Sembla que la idea central de la composició nasqué una nit que Dalí tenia mal de cap. Gala marxà al cinema deixant Dalí, que donà voltes sobre les propietats del formatge Camembert que havien sopat. Aquesta idea l'envaí per complet moments abans d'allitar-se. En aquell moment, es posà a pintar sobre un paisatge de Port Lligat que hi havia al seu estudi. Quan Gala tornà, dues hores més tard, Dalí ja tenia l'obra totalment enllestida.

## Composició
El conjunt és pintat sobre un paisatge de Portlligat a l'albada. El tons marrons, ocres i negres de la platja dominen el fons de l'obra i, al marge superior, s'hi pot veure el mar d'un to blau cel i el cel groc que es torna blau a mesura que s'arriba al marge superior. Sobre aquest paisatge hi ha quatre rellotges: un rellotge de butxaca i tres de tous que sembla que es fonguin. Al centre hi ha un "monstre tou", motiu recurrent en l'obra de Dalí, i sobre aquest monstre tou, s'hi acobla un dels rellotges que es fon amb aquest. A l'esquerra del quadre, sorgeixen dues cares d'un polígon unides per un angle recte. Sobre el pla horitzontal, hi ha un arbre sense fulles amb una branca sobre la qual hi ha un dels altres rellotges tous. El darrer rellotge tou, aquest de carcassa daurada mentre que els altres dos són de carcassa platejada, fa la impressió d'estar a cavall de l'aresta escolant-se cap avall per sobre del pla vertical del polígon. Sobre aquest rellotge hi ha una poc aparent mosca morta. El quart rellotge, el més proper a l'espectador i l'únic que és "sòlid", es troba igualment a sobre el polígon al marge de la imatge. Aquest, al contrari que els altres, és un rellotge de butxaca amb la tapa closa d'un color roig, sobre el qual hi ha una dotzena llarga de formigues negres, tema repetitiu també en l'obra de Dalí.
El “monstre tou” central, ja aparegut en obres com El gran masturbador, Retrat de Paul Eluard, L'enigma del desig: la meva mare, la meva mare, la meva mare (totes de 1929), resulta fàcil associar-lo a part del rostre de la seva musa Gala amb la parpella tancada en un gest oníric.
La representació de rellotges deformats sembla aparèixer per primer cop en l'obra de Dalí el 1930, en una obra menys enigmàtica, tot i el seu marcat caràcter surrealista, L'ossificació prematura d'una estació; tot i així, en aquesta obra, el rellotge apareix contextualitzat tant en el títol com en la composició. En La persistència de la memòria, aquests rellotges tous apareixen ja integrats com a fruit del "mètode paranoicocrític" de Dalí, desproveïts de les seves connotacions estrictament figuratives.

## Interpretacions
Dalí utilitza objectes concrets i quotidians per explicar una idea abstracta i intangible, com és la idea del temps. La metàfora dels rellotges que es van fonent pot representar la pèrdua de la seua materialitat, proposant el temps com a alguna cosa immaterial. El títol (“La persistència de la memòria”) l'associa amb la natura del propi temps, que es pot entendre gràcies a la memòria, perquè sense memòria no es podria entendre el temps. La idea que es transmet del temps no és dolça o agradable, sinó més aviat inquietant, pel mateix monstre, o pels rellotges que es desfan, o per les formigues. L'interès de Dalí pels avenços científics relaciona la pintura amb la teoria de la relativitat d'Albert Einstein, publicada una dècada i mitja abans de la creació de l'obra. La mosca que apareix morta pot fer pensar en la brevetat del temps, perquè té una vida breu. Apareix també un monstre fos que és repetitiu en a seua obra, i ho fa dormint, perquè és just el moment de l'alba, moment del dia especialment significatiu per Dalí. El paisatge que s'aprecia a l'horitzó, és un racó de Port Lligat, el seu lloc de residència.